# حسني عبد ربه
حسني عبد ربه، من مواليد 1 نوفمبر 1984 في الإسماعيلية في مصر، لاعب كرة قدم مصري.

## مسيرته مع الأندية

### الإسماعيلي
بدأ حسني مسيرته الكروية مع نادي الإسماعيلي, وكان أصغر لاعب في الدوري المصري عندما فاز مع الإسماعيلي بالدوري المصري الممتاز عام 2001–2002. في 2003 اشترك حسني مع منتخب مصر تحت 20 سنة في كأس العالم للشباب عام 2003 في الإمارات. في هذه البطولة جذب الكثير من أنظار الأندية الأوربية له مثل يوفنتوس، طرابزون سبور ,أرسنال وأندية صغيرة مثل نانت وستراسبورغ, ولكن رفض نادي الإسماعيلي بيع اللاعب باعتباره فرد مهم في الفريق.

### ستراسبورغ
عام 2005, مضى حسني عبد ربه لمدة خمس سنوات لنادي ستراسبورغ الفرنسي, وشارك معهم في 22 مباراة في الدوري الفرنسي وأستدعي ليشارك مع منتخب مصر في كأس الأمم الأفريقية 2006, ولكن أصيب قبل موعد البطولة بأسبوع ولم يلعب. وفاز المنتخب المصري بالبطولة أمام المنتخب الأيفواري.

### العودة إلى الإسماعيلي
في موسم 2005-2006, هبط نادي ستراسبورغ لدوري الدرجة الثانية. ترك حسني عبد ربه الفريق وعاد لبيته الأصلي الإسماعيلي على سبيل الإعارة.
وبسبب أداءه المذهل مع منتخب مصر في كأس الأمم الأفريقية 2008 أختير كأفضل لاعب في هذه البطولة.
وبعد انتهاء عقد الإعارة، ولأن ستراسبورج لم ينجح للتأهل للدوري الفرنسي الممتاز، وافق حسني على تمديد عقده مع الإسماعيلي بعقد نهائي. ولم يرضى نادي ستراسبورج بهذه الخطوة وقرر مقاضاة اللاعب بسبب إمضاءه على عقد مع فريق آخر بدون مشاورتهم

### أهلي دبي
في 29-7-2008 قام حسني عبد ربه بخطوة غير متوقعة، حيث أعلن اللاعب بإمضاءه عقد إعارة لمدة عامين مع أهلي دبي الإماراتي. و مع أن التقرير كانت قد أعلنت تلقي اللاعب عروض من أندية كبري بإنجلترا وأسبانيا لكن النادي الإسماعيلي أعلن أن عرض أهلي دبي هو العرض الرسمي الذي وصل لهم بجانب عرض من نادي أوساسونا الأسباني.
كان انتقال اللاعب للنادي الأماراتي بدلاً من أي فريق أوروبي صدمة لمحبي اللاعب في مصر عموماً وذلك بعد أداءه المميز في كأس أمم أفريقيا 2008 والتي فاز فيها اللاعب بلقب أفضل لاعب في البطولة.

### اتحاد جدة السعودي
انتقل في الانتقالات الشتوية لعام 2012 إلى نادي اتحاد جدة السعودي على سبيل الإعارة من نادي الإسماعيلي لمدة 6 أشهر.

### النصر السعودي
في 2 يوليو 2012 انتقل في الانتقالات الشتوية لعام 2012 إلى نادي النصر السعودي على سبيل الإعارة من نادي الإسماعيلي لمدة عام.

## الأهداف الدولية
| رقم الهدف | التاريخ        | الملعب                       | المنافس   | توقيت الهدف | نتيجة المباراة | البطولة                                    |
| --------- | -------------- | ---------------------------- | --------- | ----------- | -------------- | ------------------------------------------ |
| 1.        | 2 سبتمبر 2006  | ستاد القاهرة الدولي، القاهرة | بوروندي   | 2–0         | 4–1            | تصفيات كأس الأمم الأفريقية لكرة القدم 2008 |
| 2.        | 10 يناير 2008  | إستاد آل نهيان، أبوظبي       | مالي      | 1–0         | 1–0            | مباراة ودية                                |
| 3.        | 22 يناير 2008  | ملعب بابا يارا، كوماسي       | الكاميرون | 1–0         | 4–2            | كأس الأمم الأفريقية لكرة القدم 2008        |
| 4.        | 22 يناير 2008  | ملعب بابا يارا، كوماسي       | الكاميرون | 4–1         | 4–2            | كأس الأمم الأفريقية لكرة القدم 2008        |
| 5.        | 26 يناير 2008  | ملعب بابا يارا، كوماسي       | السودان   | 1–0         | 3–0            | كأس الأمم الأفريقية لكرة القدم 2008        |
| 6.        | 4 فبراير 2008  | ملعب بابا يارا، كوماسي       | أنغولا    | 1–0         | 2–1            | كأس الأمم الأفريقية لكرة القدم 2008        |
| 7.        | 6 يونيو 2008   | ملعب دو فيل، جيبوتي          | جيبوتي    | 2–0         | 4–0            | تصفيات أفريقيا لكأس العالم لكرة القدم 2010 |
| 8.        | 19 نوفمبر 2008 | ستاد القاهرة الدولي، القاهرة | بنين      | 1–0         | 5–1            | مباراة ودية                                |
| 9.        | 5 يوليو 2009   | ستاد الكلية الحربية، القاهرة | رواندا    | 2–0         | 3–0            | تصفيات أفريقيا لكأس العالم لكرة القدم 2010 |
| 10.       | 12 أغسطس 2009  | ستاد القاهرة الدولي، القاهرة | غينيا     | 1–0         | 3–3            | مباراة ودية                                |
| 11.       | 12 أغسطس 2009  | ستاد القاهرة الدولي، القاهرة | غينيا     | 2–1         | 3–3            | مباراة ودية                                |
| 12.       | 10 أكتوبر 2009 | ملعب كونكولا، تشيليلابومبوي  | زامبيا    | 1–0         | 1–0            | تصفيات أفريقيا لكأس العالم لكرة القدم 2010 |
| 13.       | 29 ديسمبر 2009 | ستاد القاهرة الدولي، القاهرة | مالاوي    | 1–0         | 1–1            | مباراة ودية                                |
| 14.       | 28 يناير 2010  | ملعب أومباكا الوطني، بنغيلا  | الجزائر   | 1–0         | 4–0            | كأس الأمم الأفريقية لكرة القدم 2010        |
| 15.       | 29 فبراير 2012 | ملعب ثاني بن جاسم، الدوحة    | النيجر    | 1–0         | 1–0            | مباراة ودية                                |
| 16.       | 26 مارس 2013   | ملعب برج العرب، الإسكندرية   | زيمبابوي  | 1–0         | 2–1            | تصفيات أفريقيا لكأس العالم لكرة القدم 2014 |

## الإنجازات

### معمنتخب مصر
- بطولة أفريقيا للشباب 2003
- شارك في كأس للعالم للشباب تحت 20 سنة عام 2003 وحصلت مصر على المركز الثامن
- كأس الأمم الإفريقية 2006
- دورة الألعاب العربية الحادية عشرة 2007 [5]
- كأس الأمم الإفريقية 2008
- كأس الأمم الإفريقية 2010

### معنادي الإسماعيلي
- بطولة الدوري المصري الممتاز (2001–2002)
- وصيف بطولة كأس مصر 2003
- وصيف الدوري المصري الممتاز (2002–2003)
- وصيف بطولة دوري أبطال أفريقيا 2003
- وصيف بطولة دوري أبطال العرب 2004
- وصيف بطولة الدوري المصري الممتاز (2007–2008)

### معنادي الأهلي الإماراتي
- كأس السوبر الإماراتي 2008
- الدوري الإماراتي (2008–2009)

## الجوائز الشخصية
- يلقب بالقيصر في الإسماعيلية
- أحرز أول أهداف المنتخب المصري في كأس الأمم الأفريقية 2008
- ثاني هدف له في الكاميرون في أمم أفريقيا كان من مسافة طويلة من على بعد 36 متر بسرعة 170 كيلو/ساعة (رقم قياسي)
- كان أصغر لاعب في كأس الأمم الأفريقية 2004
- بنائاً على الاقتراع في موقع إسماعيلي أونلين أختير هدفه في مرمي الأهلي بتاريخ 01–09–2003 في الدوري المصري كأفضل هدف إسماعيلاوي في آخر 80 سنة
- أحرز الهدف رقم 1500 لفريق الإسماعيلي في الدوري المصري بتاريخ 26–08–2006 في مرمى بتروجيت
- اختارته قناة دريم كأفضل لاعب وسط في مصر عام 2006
- أفضل لاعب في مصر عام 2007
- أفضل لاعب عربي (2007–2008) (حسب اقتراع دار الوسط)
- اختارته قناة مودرن سبورت كلاعب الموسم في مصر عام 2007
- اختارته قناة النيل للرياضة كأفضل لاعب في مصر (2007–2008)
- اختارته جريدة الأهرام كأفضل لاعب خط وسط في مصر لعام 2007
- أفضل لاعب في كأس الأمم الأفريقية 2008
- تاني أفضل هداف في كأس الأمم الأفريقية 2008
- أختير في الـ11 لاعب لفريق كأس الأمم الأفريقية 2008
- تميز بوجوده في الصفحة الرئيسية في موقع الفيفا في 9 يونيو 2008 في مقال بعنوان Abd-Rabou, Egypt’s new hope

## وصلات خارجية
- حسني عبد ربه على موقع الاتحاد الدولي (مؤرشف)  (الإنجليزية)
- حسني عبد ربه على موقع الاتحاد الأوربي (الإنجليزية)
- حسني عبد ربه على موقع رابطة كرة القدم الفرنسية للمحترفين (الإنجليزية)
- حسني عبد ربه على موقع قاعدة بيانات كرة القدم.إي يو (الإنجليزية)
- حسني عبد ربه على موقع ناشيونال فوتبول تيمز (الإنجليزية)
- حسني عبد ربه على موقع Soccerway.com (الإنجليزية)
- حسني عبد ربه على موقع عالم كرة القدم.نت (الإنجليزية)

- موقع اللاعب حسني عبد ربه
- صفحة حسني عبد ربه في موقع فيفا
- صفحة حسني عبد ربه في موقع الاتحاد المصرى لكره القدم
- صفحة حسني عبد ربه في موقع كووورة
- صفحة حسني عبد ربه في موقع يلا كورة
- صفحة حسني عبد ربه في موقع جول.كوم